# 矩叶赤竹
矩叶赤竹（学名：Sasa oblongula）为禾本科赤竹属下的一个种。

## 扩展阅读
- 維基物種上的相關：矩叶赤竹